# 傅飛嵐
傅飛嵐（英語：Franciscus Verellen，1952年10月10日—），出生於澳大利亞悉尼，法國歷史學家、漢學家、中古中國和道教研究專家。
法蘭西學院院士、原法國遠東學院院長、香港中文大學中國文化研究所高級研究員、劍橋大學克萊爾學堂終身研究員。

## 生平
傅飛嵐在牛津大學和法國高等研究學院取得博士學位後，先後執教於法國高等研究學院和美國紐約哥倫比亞大學，講授中國宗教史。1991年起供職於法國遠東學院，負責任道教史講席教授（2002—2021），並先後擔任該院臺北中心主任（1992—1995）、香港中心主任（2000—2004， 2014—2021）。嗣後任法國遠東學院院長（2004—2014），並在法國和歐洲多家機構擔任指導和咨詢委員，如擔任法國高等教育署顧問及歐盟科研框架計劃「地平線2020」項目專家。

## 獲獎
- 北美出版協會大獎（2005）[5]
- 美國宗教研究院大獎（2007）
- 當選法蘭西學院銘文與美文學院終身院士（2008）[6]

## 榮譽
- 法國榮譽軍團勳章（2009）
- 學術棕櫚勳章司令級（2020）
- 柬埔寨皇家勛章軍官級（2007）

## 發表成果
傅飛嵐的主要論著討論公元二世紀至十世紀道教的信仰體系、文本傳統以及儀式活動。近期研究的焦點集中在大唐帝國（618—907）之崩塌以及唐宋轉型時期（907—965）——即宋代復興前夕——宗教界和文化思想界對於社會動亂的反應。
- 《命途多舛——中國中古道教對救贖之追求》，劍橋（麻省），哈佛大學亞洲中心/哈佛大學出版社，2019年（法語版2021年）。[8][9][10]

- 《高駢南征戰役及唐代安南都護府之終結》，《海洋史研究》第十冊，2017年，第115-132頁.

- 《道門生活》，與高萬桑（Vincent Goossaert）合編，2卷：《道教研究學報：宗教、歷史與社會》「敘述與實踐」專號（第8期, 2016年）；《遠東亞洲叢刊》「團體與地點」專號（卷25, 2016年）。[11]

- 《高王鎮安南及唐末藩鎮割據之興起》，饒宗頤中國文化講座第4講，香港，香港大學，2015年；

- 《遠東亞洲叢刊》「佛教、道教與中國宗教」專號，與太史文（Stephen F. Teiser）合編，卷20, 2011年；[12]

- 《道教研究學報：宗教、歷史與社會》（雙語年刊），香港：香港中文大學出版社，2009年至今（聯合創刊人、聯合主編）；

- 《道藏通考》，與施舟人（Kristofer Schipper）合編，三卷本，芝加哥：芝加哥大學出版社，2004年；[13]

- 《遠東亞洲叢刊》專號「遺跡崇拜與聖者崇拜」，卷10，1998年（主編）；[14]

- 《道教的神話》，載《神話辭典》，第6期，頁739-863，斯圖加特：Klett-Cotta Verlag出版社，1994年；

- 《杜光庭（850-933）：中古中國末葉的皇家道士》，巴黎：法蘭西公學院，1989年。